# NGC 3458
NGC 3458 este o galaxie lenticulară situată în constelația Ursa Mare. A fost descoperită în 8 aprilie 1793 de către William Herschel. Se află la o distanță de 30,9 de megaparseci de Pământ.